# Museo archeologico nazionale Tuscanese
Il Museo archeologico nazionale di Tuscania espone i reperti ritrovati durante le indagini archeologiche svoltesi in diversi siti archeologici tuscanesi.
Dal dicembre 2014 il Ministero per i beni e le attività culturali lo gestisce tramite il Polo museale del Lazio, nel dicembre 2019 divenuto Direzione regionale Musei.

## Descrizione
Il Museo, situato nell'ex convento francescano adiacente alla chiesa di S. Maria del Riposo, conserva vari reperti archeologici del territorio, soprattutto etruschi, provenienti dalle varie necropoli del territorio di Tuscania. 
Nelle quattro sale al pian terreno sono esposti i reperti riferibili alla famiglia dei Curunas, rinvenuti nella necropoli Madonna dell'Olivo, alla famiglia dei Vipinas, rinvenuti nella necropoli di Carcarello. Al secondo piano sono presenti tre sale, le prime due con reperti ritrovati nella necropoli di Pian di Mola, nella necropoli delle Scalette e nella necropoli Ara del Tufo.
Il museo è aperto tutti i giorni tranne il lunedì. L'ingresso è gratuito.